# Poimenesperus imitans
Poimenesperus imitans là một loài bọ cánh cứng trong họ Cerambycidae.